# Eugene Dennis
Francis Xavier Waldron (10 de agosto de 1905 - 31 de enero de 1961), mejor conocido por los seudónimos de Eugene Dennis y Tim Ryan, fue un político comunista y organizador del sindicalismo estadounidense, más recordado como el líder del Partido Comunista de los Estados Unidos durante largo tiempo y como parte nombrada en "Dennis vs. United States", un famoso caso de la Corte Suprema de los Estados Unidos de la era del Macartismo.

## Biografía
Eugene Dennis nació como Francis Xavier Waldron el 10 de agosto de 1905 en Seattle, Estado de Washington. Trabajó en varios empleos y fue miembro del sindicato Industrial Workers of the World (IWW), para lo cual participó activamente en California como organizador sindical.

### Carrera política
Dennis se unió al Partido Comunista de los Estados Unidos en 1926. En 1929 huyó a la Unión Soviética para evitar cargos criminales por sus actividades políticas bajo la Ley de Sindicalismo Criminal de California. Regresó a los Estados Unidos en 1935 y asumió el seudónimo de Eugene Dennis. Ese mismo año se convirtió en secretario general del Partido tras la expulsión de Earl Browder y fue un firme partidario de la línea de Moscú. El 20 de julio de 1948, Dennis y otros once líderes del CPUSA, incluido el presidente William Z. Foster, fueron arrestados y acusados en virtud de la Ley de inmigración de 1924. Foster no fue procesado por problemas de salud. Como Dennis y su coacusado nunca pidieron abiertamente el derrocamiento violento del gobierno de los Estados Unidos, la acusación se basó en pasajes de las obras de Karl Marx y Vladimir Lenin que abogaban por la violencia revolucionaria y el testimonio de exmiembros del Partido que afirmaron que Dennis y otros habían defendido en privado el uso de la violencia.
Después de un juicio de nueve meses y el encarcelamiento de los abogados defensores por desacato al tribunal, Dennis y sus coacusados fueron declarados culpables y condenados a cinco años de prisión. Apelaron ante la Corte Suprema de los Estados Unidos, la cual falló 6-2 en contra de los acusados el 4 de junio de 1951, en Dennis v. United States. Más tarde, el tribunal moderó su opinión sobre Dennis en Yates v. Estados Unidos y declaró inaplicables las amplias disposiciones sobre conspiración de la Ley Smith. Eugene Dennis fue encarcelado entre los años 1951 y 1955, según el veredicto de su caso.
Dennis permaneció como Secretario General del CPUSA hasta 1959, cuando sucedió a Foster como presidente del Partido y ocupó ese cargo hasta su muerte en 1961.

### Conexiones de espionaje
Aunque nunca fue acusado de ningún acto de espionaje, Dennis fue identificado en el Proyecto Venona como una fuente de inteligencia soviética en los Estados Unidos durante la Segunda Guerra Mundial. En las transcripciones, se hace referencia a Dennis como contacto de un grupo de comunistas encubiertos en la Oficina de Servicios Estratégicos y la Oficina de Información de Guerra de Estados Unidos.
Se hace referencia a Dennis en las siguientes transcripciones del Proyecto Venona:
- 708 KGB Moscú a Ciudad de México, 8 de diciembre de 1944
- 1714 KGB Nueva York a Moscú, 5 de diciembre de 1944
- 55 KGB Nueva York a Moscú, 15 de enero de 1945

### Muerte
Dennis murió de cáncer el 31 de enero de 1961 en Nueva York.
Fue enterrado en el cementerio de Waldheim (ahora Forest Home Cementerio) en Forest Park (Illinois).

## Escritos
- Las elecciones y las perspectivas de unidad nacional,. Nueva York, Workers Library Publishers, 1944.
- Estados Unidos en la encrucijada: problemas de posguerra y política comunista., Nueva York, New Century Publishers, 1945
- Marxismo-leninismo vs revisionismo., Nueva York, New Century Publishers, 1946 (con William Z. Foster, Jacques Duclos y John Williamson; prólogo de Max Weiss).
- El pueblo contra los fideicomisos; construir un frente democrático para derrotar a la reacción ahora y lograr la victoria del pueblo en 1948., New York, New Century Publishers, 1946.
- Lo que enfrenta Estados Unidos: el nuevo peligro de guerra y la lucha por la paz, la democracia y la seguridad económica., Nueva York, New Century Publishers, 1946.
- Que la gente sepa la verdad sobre los comunistas que el comité antiestadounidense trató de suprimir., Nueva York, New Century Publishers, 1947.
- Eugene Dennis acusa a los conspiradores de Wall Street., Nueva York: Oficina Nacional, Partido Comunista, 1948.
- Ideas que no pueden encarcelar., Nueva York, Internacional Publishers,1950.
- Cartas desde la prisión. Seleccionado por Peggy Dennis., Nueva York, Internacional Publishers, 1956.
- Los comunistas tienen una nueva mirada., Nueva York, Nuevo Siglo, 1956.[3]